# Zosima lasiocarpa
Zosima lasiocarpa är en flockblommig växtart som beskrevs av Pierre Edmond Boissier. Zosima lasiocarpa ingår i släktet Zosima och familjen flockblommiga växter. Inga underarter finns listade i Catalogue of Life.